# Samantha Nassolo
Samantha Nassolo (sinh năm 1988), là một nữ doanh nhân người Uganda, là người sáng lập và quảng bá cho cuộc thi sắc đẹp Miss Lira. Cô đồng thời làm quản lý của câu lạc bộ Angels Royale, một hộp đêm ở thị trấn Lira, khu vực phía Bắc của Uganda.

## Giáo dục
Nassolo sinh ra ở Buganda năm 1988. Cô theo học các trường tiểu học và trung học địa phương. Cô được nhận vào trường Đại học Kinh doanh Makerere, thuộc phân khu Nakawa, thủ đô Kampala, Uganda. Cô tốt nghiệp cử nhân Quản lý Du lịch.

## Nghề nghiệp
Sau khi tốt nghiệp đại học, Nassolo tìm được việc làm quản lý nhà hàng ở Kampala. Vào năm 2015, cô đảm nhận công việc quản lý hộp đêm Angels Royale, ở Lira, phía Bắc Uganda.

## Cuộc thi sắc đẹp Miss Lira
Khi làm quản lý, Nassolo nhận ra có quá nhiều phụ nữ trẻ xinh đẹp thường xuyên đổ xô đến hộp đêm. Cô phát hiện ra rằng phần lớn là học sinh bỏ học.
Nassolo đã tham gia các cuộc thi sắc đẹp khi còn đi học. Với mong muốn giúp đỡ mọi người, cô đã nghĩ ra ý tưởng thành lập cuộc thi sắc đẹp Miss Lira tổ chức thường niên. Cô đã viết thư xin tài trợ và một số công ty đã phản hồi tích cực, bao gồm các tập đoàn Pepsi cola, Riham soda và Movit cream.
Cuộc thi sắc đẹp Hoa hậu Lira lần đầu tiên được tổ chức vào tháng 2 năm 2016 tại hộp đêm Angels Royale, với 9 thí sinh trên 18 tuổi (độ tuổi trưởng thành ở Uganda). Cuộc thi năm 2017 gồm 17 thí sinh đủ tuổi. Năm 2018, 22 thí sinh đủ điều kiện dự thi. Tuy nhiên, chỉ có sáu người tham gia cuộc thi, số thí sinh còn lại rút lui do thiếu sự hỗ trợ của gia đình.
Cuộc thi tạo một số dấu ấn. Cuộc thi đã giúp đỡ nhiều thí sinh tìm việc làm lâu dài trong lĩnh vực phát thanh truyền hình, bán lẻ. Một số khác lại giành chiến thắng trong các cuộc thi sắc đẹp khác. Nhiều thí sinh đóng vai trò là tấm gương sáng cho các phụ nữ trẻ khác trong cộng đồng.